# Tour de Yorkshire 2018
Le Tour de Yorkshire 2018 est la 4e édition de cette course cycliste sur route masculine. Il a eu lieu du 3 mai au 6 mai 2018. Il fait partie du calendrier UCI Europe Tour 2018 en catégorie 2.1.

## Présentation

### Équipes
| WorldTeams (6)- Astana - BMC Racing Team - Dimension Data - Katusha-Alpecin - Sky - Team Sunweb Équipes continentales professionnelles (7)- Aqua Blue Sport - Cofidis, Solutions Crédits - Direct Énergie - Euskadi Basque Country-Murias - Rally Cycling - Roompot-Nederlandse Loterij - Vital Concept Équipes continentales (6)- JLT Condor - Madison Genesis - ONE Pro Cycling - Canyon Eisberg - Vitus Pro Cycling - Holdsworth Pro Racing Équipe nationale- Grande-Bretagne |
| |

## Étapes
| Étape     | Date  | Villes étapes          | type            | Distance (km) | Vainqueur d'étape   | Leader du classement général |
| --------- | ----- | ---------------------- | --------------- | ------------- | ------------------- | ---------------------------- |
| 1re étape | 3 mai | Beverley – Doncaster   | étape de plaine | 182           | Harry Tanfield      | Harry Tanfield               |
| 2e étape  | 4 mai | Barnsley – Ilkley      | étape vallonnée | 149           | Magnus Cort Nielsen | Magnus Cort Nielsen          |
| 3e étape  | 5 mai | Richmond – Scarborough | étape vallonnée | 181           | Max Walscheid       | Magnus Cort Nielsen          |
| 4e étape  | 6 mai | Halifax – Leeds        | étape vallonnée | 189,5         | Stéphane Rossetto   | Greg Van Avermaet            |

## Déroulement de la course

### 1reétape
| \| Classement de l'étape \| Classement de l'étape \| Classement de l'étape \| Classement de l'étape \| Classement de l'étape \| \| Coureur \| Coureur \| Pays \| Équipe \| Temps \| \| --------------------- \| --------------------- \| --------------------- \| --------------------- \| --------------------- \| \| 1er \| Harry Tanfield \| Royaume-Uni \| Canyon Eisberg \| 4 h 08 min 12 s \| \| 2e \| Alistair Slater \| Royaume-Uni \| JLT Condor \| + 0 s \| \| 3e \| Michael Cuming \| Royaume-Uni \| Madison Genesis \| + 0 s \| \| 4e \| Emerson Oronte \| États-Unis \| Rally Cycling \| + 0 s \| \| 5e \| Tom Baylis \| Royaume-Uni \| ONE Pro Cycling \| + 0 s \| \| 6e \| Max Walscheid \| Allemagne \| Team Sunweb \| + 5 s \| \| 7e \| Bryan Coquard \| France \| Vital Concept \| + 5 s \| \| 8e \| Emīls Liepiņš \| Lettonie \| ONE Pro Cycling \| + 5 s \| \| 9e \| Colin Joyce \| États-Unis \| Rally Cycling \| + 5 s \| \| 10e \| Riccardo Minali \| Italie \| Astana \| + 0 s \| |                 |             |                 |                 |
| |                 |             |                 |                 |
| |                 |             |                 |                 |
| Classement de l'étape |                 |             |                 |                 |
| Coureur | Coureur         | Pays        | Équipe          | Temps           |
| 1er | Harry Tanfield  | Royaume-Uni | Canyon Eisberg  | 4 h 08 min 12 s |
| 2e | Alistair Slater | Royaume-Uni | JLT Condor      | + 0 s           |
| 3e | Michael Cuming  | Royaume-Uni | Madison Genesis | + 0 s           |
| 4e | Emerson Oronte  | États-Unis  | Rally Cycling   | + 0 s           |
| 5e | Tom Baylis      | Royaume-Uni | ONE Pro Cycling | + 0 s           |
| 6e | Max Walscheid   | Allemagne   | Team Sunweb     | + 5 s           |
| 7e | Bryan Coquard   | France      | Vital Concept   | + 5 s           |
| 8e | Emīls Liepiņš   | Lettonie    | ONE Pro Cycling | + 5 s           |
| 9e | Colin Joyce     | États-Unis  | Rally Cycling   | + 5 s           |
| 10e | Riccardo Minali | Italie      | Astana          | + 0 s           |

| \| Classement général \| Classement général \| Classement général \| Classement général \| Classement général \| \| Coureur \| Coureur \| Pays \| Équipe \| Temps \| \| ------------------ \| ------------------ \| ------------------ \| ------------------ \| ------------------ \| \| 1er \| Harry Tanfield \| Royaume-Uni \| Canyon Eisberg \| 4 h 07 min 58 s \| \| 2e \| Alistair Slater \| Royaume-Uni \| JLT Condor \| + 3 s \| \| 3e \| Michael Cuming \| Royaume-Uni \| Madison Genesis \| + 10 s \| \| 4e \| Emerson Oronte \| États-Unis \| Rally Cycling \| + 14 s \| \| 5e \| Tom Baylis \| Royaume-Uni \| ONE Pro Cycling \| + 14 s \| \| 6e \| Axel Journiaux \| France \| Direct Énergie \| + 16 s \| \| 7e \| Max Walscheid \| Allemagne \| Team Sunweb \| + 19 s \| \| 8e \| Bryan Coquard \| France \| Vital Concept \| + 19 s \| \| 9e \| Emīls Liepiņš \| Lettonie \| ONE Pro Cycling \| + 19 s \| \| 10e \| Colin Joyce \| États-Unis \| Rally Cycling \| + 19 s \| |                 |             |                 |                 |
| |                 |             |                 |                 |
| |                 |             |                 |                 |
| Classement général |                 |             |                 |                 |
| Coureur | Coureur         | Pays        | Équipe          | Temps           |
| 1er | Harry Tanfield  | Royaume-Uni | Canyon Eisberg  | 4 h 07 min 58 s |
| 2e | Alistair Slater | Royaume-Uni | JLT Condor      | + 3 s           |
| 3e | Michael Cuming  | Royaume-Uni | Madison Genesis | + 10 s          |
| 4e | Emerson Oronte  | États-Unis  | Rally Cycling   | + 14 s          |
| 5e | Tom Baylis      | Royaume-Uni | ONE Pro Cycling | + 14 s          |
| 6e | Axel Journiaux  | France      | Direct Énergie  | + 16 s          |
| 7e | Max Walscheid   | Allemagne   | Team Sunweb     | + 19 s          |
| 8e | Bryan Coquard   | France      | Vital Concept   | + 19 s          |
| 9e | Emīls Liepiņš   | Lettonie    | ONE Pro Cycling | + 19 s          |
| 10e | Colin Joyce     | États-Unis  | Rally Cycling   | + 19 s          |

### 2eétape
| \| Classement de l'étape \| Classement de l'étape \| Classement de l'étape \| Classement de l'étape \| Classement de l'étape \| \| Coureur \| Coureur \| Pays \| Équipe \| Temps \| \| --------------------- \| --------------------- \| --------------------- \| --------------------- \| --------------------- \| \| 1er \| Magnus Cort Nielsen \| Danemark \| Astana \| 3 h 25 min 34 s \| \| 2e \| Greg Van Avermaet \| Belgique \| BMC Racing Team \| + 0 s \| \| 3e \| Eduard Prades \| Espagne \| Euskadi-Murias \| + 0 s \| \| 4e \| Serge Pauwels \| Belgique \| Dimension Data \| + 0 s \| \| 5e \| Jonathan Hivert \| France \| Direct Énergie \| + 5 s \| \| 6e \| Robert Kišerlovski \| Croatie \| Katusha-Alpecin \| + 5 s \| \| 7e \| Michael Storer \| Australie \| Team Sunweb \| + 5 s \| \| 8e \| Colin Joyce \| États-Unis \| Rally Cycling \| + 5 s \| \| 9e \| Steff Cras \| Belgique \| Katusha-Alpecin \| + 11 s \| \| 10e \| Brent Bookwalter \| États-Unis \| BMC Racing Team \| + 11 s \| |                     |            |                 |                 |
| |                     |            |                 |                 |
| |                     |            |                 |                 |
| Classement de l'étape |                     |            |                 |                 |
| Coureur | Coureur             | Pays       | Équipe          | Temps           |
| 1er | Magnus Cort Nielsen | Danemark   | Astana          | 3 h 25 min 34 s |
| 2e | Greg Van Avermaet   | Belgique   | BMC Racing Team | + 0 s           |
| 3e | Eduard Prades       | Espagne    | Euskadi-Murias  | + 0 s           |
| 4e | Serge Pauwels       | Belgique   | Dimension Data  | + 0 s           |
| 5e | Jonathan Hivert     | France     | Direct Énergie  | + 5 s           |
| 6e | Robert Kišerlovski  | Croatie    | Katusha-Alpecin | + 5 s           |
| 7e | Michael Storer      | Australie  | Team Sunweb     | + 5 s           |
| 8e | Colin Joyce         | États-Unis | Rally Cycling   | + 5 s           |
| 9e | Steff Cras          | Belgique   | Katusha-Alpecin | + 11 s          |
| 10e | Brent Bookwalter    | États-Unis | BMC Racing Team | + 11 s          |

| \| Classement général \| Classement général \| Classement général \| Classement général \| Classement général \| \| Coureur \| Coureur \| Pays \| Équipe \| Temps \| \| ------------------ \| ------------------- \| ------------------ \| -------------------------- \| ------------------ \| \| 1er \| Magnus Cort Nielsen \| Danemark \| Astana \| 7 h 33 min 41 s \| \| 2e \| Greg Van Avermaet \| Belgique \| BMC Racing Team \| + 4 s \| \| 3e \| Eduard Prades \| Espagne \| Euskadi-Murias \| + 6 s \| \| 4e \| Serge Pauwels \| Belgique \| Dimension Data \| + 10 s \| \| 5e \| Colin Joyce \| États-Unis \| Rally Cycling \| + 15 s \| \| 6e \| Robert Kišerlovski \| Croatie \| Katusha-Alpecin \| + 15 s \| \| 7e \| Michael Storer \| Australie \| Team Sunweb \| + 15 s \| \| 8e \| Brent Bookwalter \| États-Unis \| BMC Racing Team \| + 21 s \| \| 9e \| Steff Cras \| Belgique \| Katusha-Alpecin \| + 21 s \| \| 10e \| Anthony Perez \| France \| Cofidis, Solutions Crédits \| + 21 s \| |                     |            |                            |                 |
| |                     |            |                            |                 |
| |                     |            |                            |                 |
| Classement général |                     |            |                            |                 |
| Coureur | Coureur             | Pays       | Équipe                     | Temps           |
| 1er | Magnus Cort Nielsen | Danemark   | Astana                     | 7 h 33 min 41 s |
| 2e | Greg Van Avermaet   | Belgique   | BMC Racing Team            | + 4 s           |
| 3e | Eduard Prades       | Espagne    | Euskadi-Murias             | + 6 s           |
| 4e | Serge Pauwels       | Belgique   | Dimension Data             | + 10 s          |
| 5e | Colin Joyce         | États-Unis | Rally Cycling              | + 15 s          |
| 6e | Robert Kišerlovski  | Croatie    | Katusha-Alpecin            | + 15 s          |
| 7e | Michael Storer      | Australie  | Team Sunweb                | + 15 s          |
| 8e | Brent Bookwalter    | États-Unis | BMC Racing Team            | + 21 s          |
| 9e | Steff Cras          | Belgique   | Katusha-Alpecin            | + 21 s          |
| 10e | Anthony Perez       | France     | Cofidis, Solutions Crédits | + 21 s          |

### 3eétape
| \| Classement de l'étape \| Classement de l'étape \| Classement de l'étape \| Classement de l'étape \| Classement de l'étape \| \| Coureur \| Coureur \| Pays \| Équipe \| Temps \| \| --------------------- \| --------------------- \| --------------------- \| --------------------- \| --------------------- \| \| 1er \| Max Walscheid \| Allemagne \| Team Sunweb \| 4 h 10 min 27 s \| \| 2e \| Magnus Cort Nielsen \| Danemark \| Astana \| + 0 s \| \| 3e \| Jon Aberasturi \| Espagne \| Euskadi-Murias \| + 0 s \| \| 4e \| Bryan Coquard \| France \| Vital Concept \| + 0 s \| \| 5e \| Robert-Jon McCarthy \| Irlande \| JLT Condor \| + 0 s \| \| 6e \| Connor Swift \| Royaume-Uni \| Madison Genesis \| + 0 s \| \| 7e \| Mike Teunissen \| Pays-Bas \| Team Sunweb \| + 0 s \| \| 8e \| Greg Van Avermaet \| Belgique \| BMC Racing Team \| + 0 s \| \| 9e \| Emīls Liepiņš \| Lettonie \| ONE Pro Cycling \| + 0 s \| \| 10e \| Colin Joyce \| États-Unis \| Rally Cycling \| + 0 s \| |                     |             |                 |                 |
| |                     |             |                 |                 |
| |                     |             |                 |                 |
| Classement de l'étape |                     |             |                 |                 |
| Coureur | Coureur             | Pays        | Équipe          | Temps           |
| 1er | Max Walscheid       | Allemagne   | Team Sunweb     | 4 h 10 min 27 s |
| 2e | Magnus Cort Nielsen | Danemark    | Astana          | + 0 s           |
| 3e | Jon Aberasturi      | Espagne     | Euskadi-Murias  | + 0 s           |
| 4e | Bryan Coquard       | France      | Vital Concept   | + 0 s           |
| 5e | Robert-Jon McCarthy | Irlande     | JLT Condor      | + 0 s           |
| 6e | Connor Swift        | Royaume-Uni | Madison Genesis | + 0 s           |
| 7e | Mike Teunissen      | Pays-Bas    | Team Sunweb     | + 0 s           |
| 8e | Greg Van Avermaet   | Belgique    | BMC Racing Team | + 0 s           |
| 9e | Emīls Liepiņš       | Lettonie    | ONE Pro Cycling | + 0 s           |
| 10e | Colin Joyce         | États-Unis  | Rally Cycling   | + 0 s           |

| \| Classement général \| Classement général \| Classement général \| Classement général \| Classement général \| \| Coureur \| Coureur \| Pays \| Équipe \| Temps \| \| ------------------ \| ------------------- \| ------------------ \| -------------------------- \| ------------------ \| \| 1er \| Magnus Cort Nielsen \| Danemark \| Astana \| 11 h 44 min 02 s \| \| 2e \| Greg Van Avermaet \| Belgique \| BMC Racing Team \| + 10 s \| \| 3e \| Eduard Prades \| Espagne \| Euskadi-Murias \| + 12 s \| \| 4e \| Serge Pauwels \| Belgique \| Dimension Data \| + 16 s \| \| 5e \| Colin Joyce \| États-Unis \| Rally Cycling \| + 21 s \| \| 6e \| Robert Kišerlovski \| Croatie \| Katusha-Alpecin \| + 21 s \| \| 7e \| Michael Storer \| Australie \| Team Sunweb \| + 21 s \| \| 8e \| Brent Bookwalter \| États-Unis \| BMC Racing Team \| + 27 s \| \| 9e \| Steff Cras \| Belgique \| Katusha-Alpecin \| + 27 s \| \| 10e \| Anthony Perez \| France \| Cofidis, Solutions Crédits \| + 27 s \| |                     |            |                            |                  |
| |                     |            |                            |                  |
| |                     |            |                            |                  |
| Classement général |                     |            |                            |                  |
| Coureur | Coureur             | Pays       | Équipe                     | Temps            |
| 1er | Magnus Cort Nielsen | Danemark   | Astana                     | 11 h 44 min 02 s |
| 2e | Greg Van Avermaet   | Belgique   | BMC Racing Team            | + 10 s           |
| 3e | Eduard Prades       | Espagne    | Euskadi-Murias             | + 12 s           |
| 4e | Serge Pauwels       | Belgique   | Dimension Data             | + 16 s           |
| 5e | Colin Joyce         | États-Unis | Rally Cycling              | + 21 s           |
| 6e | Robert Kišerlovski  | Croatie    | Katusha-Alpecin            | + 21 s           |
| 7e | Michael Storer      | Australie  | Team Sunweb                | + 21 s           |
| 8e | Brent Bookwalter    | États-Unis | BMC Racing Team            | + 27 s           |
| 9e | Steff Cras          | Belgique   | Katusha-Alpecin            | + 27 s           |
| 10e | Anthony Perez       | France     | Cofidis, Solutions Crédits | + 27 s           |

### 4eétape
| \| Classement de l'étape \| Classement de l'étape \| Classement de l'étape \| Classement de l'étape \| Classement de l'étape \| \| Coureur \| Coureur \| Pays \| Équipe \| Temps \| \| --------------------- \| --------------------- \| --------------------- \| -------------------------- \| --------------------- \| \| 1er \| Stéphane Rossetto \| France \| Cofidis, Solutions Crédits \| 4 h 53 min 22 s \| \| 2e \| Greg Van Avermaet \| Belgique \| BMC Racing Team \| + 34 s \| \| 3e \| Ian Bibby \| Royaume-Uni \| JLT Condor \| + 34 s \| \| 4e \| Eddie Dunbar \| Irlande \| Aqua Blue Sport \| + 34 s \| \| 5e \| Eduard Prades \| Espagne \| Euskadi-Murias \| + 34 s \| \| 6e \| Anthony Perez \| France \| Cofidis, Solutions Crédits \| + 34 s \| \| 7e \| Jonathan Hivert \| France \| Direct Énergie \| + 34 s \| \| 8e \| Serge Pauwels \| Belgique \| Dimension Data \| + 34 s \| \| 9e \| Robert Kišerlovski \| Croatie \| Katusha-Alpecin \| + 34 s \| \| 10e \| Michael Storer \| Australie \| Team Sunweb \| + 34 s \| |                    |             |                            |                 |
| |                    |             |                            |                 |
| |                    |             |                            |                 |
| Classement de l'étape |                    |             |                            |                 |
| Coureur | Coureur            | Pays        | Équipe                     | Temps           |
| 1er | Stéphane Rossetto  | France      | Cofidis, Solutions Crédits | 4 h 53 min 22 s |
| 2e | Greg Van Avermaet  | Belgique    | BMC Racing Team            | + 34 s          |
| 3e | Ian Bibby          | Royaume-Uni | JLT Condor                 | + 34 s          |
| 4e | Eddie Dunbar       | Irlande     | Aqua Blue Sport            | + 34 s          |
| 5e | Eduard Prades      | Espagne     | Euskadi-Murias             | + 34 s          |
| 6e | Anthony Perez      | France      | Cofidis, Solutions Crédits | + 34 s          |
| 7e | Jonathan Hivert    | France      | Direct Énergie             | + 34 s          |
| 8e | Serge Pauwels      | Belgique    | Dimension Data             | + 34 s          |
| 9e | Robert Kišerlovski | Croatie     | Katusha-Alpecin            | + 34 s          |
| 10e | Michael Storer     | Australie   | Team Sunweb                | + 34 s          |

## Classements finals

### Classement général final
| \| Classement général \| Classement général \| Classement général \| Classement général \| Classement général \| \| Coureur \| Coureur \| Pays \| Équipe \| Temps \| \| ------------------ \| ------------------ \| ------------------ \| -------------------------- \| ------------------ \| \| 1er \| Greg Van Avermaet \| Belgique \| BMC Racing Team \| 16 h 38 min 00 s \| \| 2e \| Eduard Prades \| Espagne \| Euskadi-Murias \| + 9 s \| \| 3e \| Serge Pauwels \| Belgique \| Dimension Data \| + 14 s \| \| 4e \| Robert Kišerlovski \| Croatie \| Katusha-Alpecin \| + 19 s \| \| 5e \| Michael Storer \| Australie \| Team Sunweb \| + 19 s \| \| 6e \| Ian Bibby \| Royaume-Uni \| JLT Condor \| + 23 s \| \| 7e \| Anthony Perez \| France \| Cofidis, Solutions Crédits \| + 25 s \| \| 8e \| Eddie Dunbar \| Irlande \| Aqua Blue Sport \| + 27 s \| \| 9e \| Patrick Bevin \| Nouvelle-Zélande \| BMC Racing Team \| + 37 s \| \| 10e \| Jonathan Hivert \| France \| Direct Énergie \| + 39 s \| |                    |                  |                            |                  |
| |                    |                  |                            |                  |
| Source : ProCyclingStats |                    |                  |                            |                  |
| Classement général |                    |                  |                            |                  |
| Coureur | Coureur            | Pays             | Équipe                     | Temps            |
| 1er | Greg Van Avermaet  | Belgique         | BMC Racing Team            | 16 h 38 min 00 s |
| 2e | Eduard Prades      | Espagne          | Euskadi-Murias             | + 9 s            |
| 3e | Serge Pauwels      | Belgique         | Dimension Data             | + 14 s           |
| 4e | Robert Kišerlovski | Croatie          | Katusha-Alpecin            | + 19 s           |
| 5e | Michael Storer     | Australie        | Team Sunweb                | + 19 s           |
| 6e | Ian Bibby          | Royaume-Uni      | JLT Condor                 | + 23 s           |
| 7e | Anthony Perez      | France           | Cofidis, Solutions Crédits | + 25 s           |
| 8e | Eddie Dunbar       | Irlande          | Aqua Blue Sport            | + 27 s           |
| 9e | Patrick Bevin      | Nouvelle-Zélande | BMC Racing Team            | + 37 s           |
| 10e | Jonathan Hivert    | France           | Direct Énergie             | + 39 s           |